# Tetraloniella abessinica
Tetraloniella abessinica är en biart som först beskrevs av Heinrich Friese 1915.  Tetraloniella abessinica ingår i släktet Tetraloniella och familjen långtungebin. Inga underarter finns listade i Catalogue of Life.